# ГЕС Kvilldal
ГЕС Kvilldal – гідроелектростанція на півдні Норвегії, за вісім десятків кілометрів на північний схід від Ставангеру. Знаходячись між ГЕС Saurdal та ГЕС Stølsdal (з одного боку) і ГЕС Hylen (з іншого боку), входить до складу гідровузла Ulla-Forre, створеного переважно у сточищі річок, які течуть до Sandsfjorden, Josenfjorden та Ardaldfjorden – відповідно північно-східної, східної та південно-східної заток великого фіорду Boknafjorden. Станом на другу половину 2010-х найпотужніша гідроелектростанція в країні.
Дериваційна станція Kvilldal отримує свій ресурс з двох тунелів, котрі зустрічаються за кілька кілометрів від південного завершення озера Suldalsvatnet (передостання ланка річково-озерного ланцюжка Suldalsvassdraget, яка через Suldalslagen дренується до Sandsfjorden). Північно-східний тунель має довжину біля півтора десятка кілометрів та проходить по лівобережжю Suldalsvatnet, захоплюючи ресурс з дев’яти водозаборів у сточищах його приток Bekk fra Dorlevatnet, Eivindsana та Gaukstolana. Отримана звідси вода перш за все потрапляє до сховища Lauvastolsvatn, створеного на ще одній лівій притоці Suldalsvatnet річці Kvilldalsana. Зазначена водойма з корисним об’ємом 8 млн м3 має припустиме коливання рівня поверхні між позначками 590 та 605 метрів НРМ, що частково досягається за рахунок здреновування нижче природного порогу (рівень озера до регулювання складав 594 метри НРМ).
Ще більшим є південно-західний тунель, який (навіть без урахування західного відгалуження від озера Mosvatnet) має довжину біля двох з половиною десятків кілометрів. На своєму початку він приймає ресурс відпрацьований ГЕС Stølsdal (17 МВт), котра отримує воду зі сточища річок Tusso (права притока Ardalselva, яка тече до Ardalsdfjorden), Sorana (права притока Forreelva, яка впадає зі сходу у Josenfjorden), та Kviana (впадає у той же Josenfjorden дещо західніше від попередньої). Машинний зал станції Stølsdal знаходиться у правобережному гірському масиві тільки що згаданої Sorana, на висоті понад шість сотень метрів над рівнем моря. Сюди ж за допомогою насосної станції Stølsdal (два агрегати загальною потужністю 6 МВт, які споживають 9 млн кВт-год електроенергії на рік) закачується ресурс з розташованого у середній течії Sorana малого сховища Vassbottvatnet, котре має корисний об’єм 1 млн м3 та припустиме коливання рівня поверхні між позначками 470 та 475 метрів НРМ (в основному за рахунок здреновування нижче природного порогу).
Від станції Stølsdal тунель прямує на північ та:
- перетинає долину Forreelva, отримуючи тут поповнення з двох водозаборів (можливо відзначити, що верхів’я Forreelva вже були охоплені другим за розміром водосховищем країни Blasjoen, котре працює на верхній ступінь гідровузла ГЕС Saurdal);
- підбирає ресурс з одного водозабору на Fagerdalsana та чотирьох у сточищі Flottana (обидві є лівими притоками річки Улла, котра впадає у Josenfjorden з півночі). При цьому вище по течії Flottana знаходиться значне сховище Stovedalsvatn, котре має корисний об’єм у 55 млн м3, що забезпечується припустимим коливанням рівня між позначками 790 та 830 метрів НРМ (майже виключно за рахунок здреновування нижче природного рівня у 827 метрів НРМ);
- перетинає долину Улли, маючи тут два водозабри – на головній річці та її малій лівій притоці  Bekk fra Flottehei;

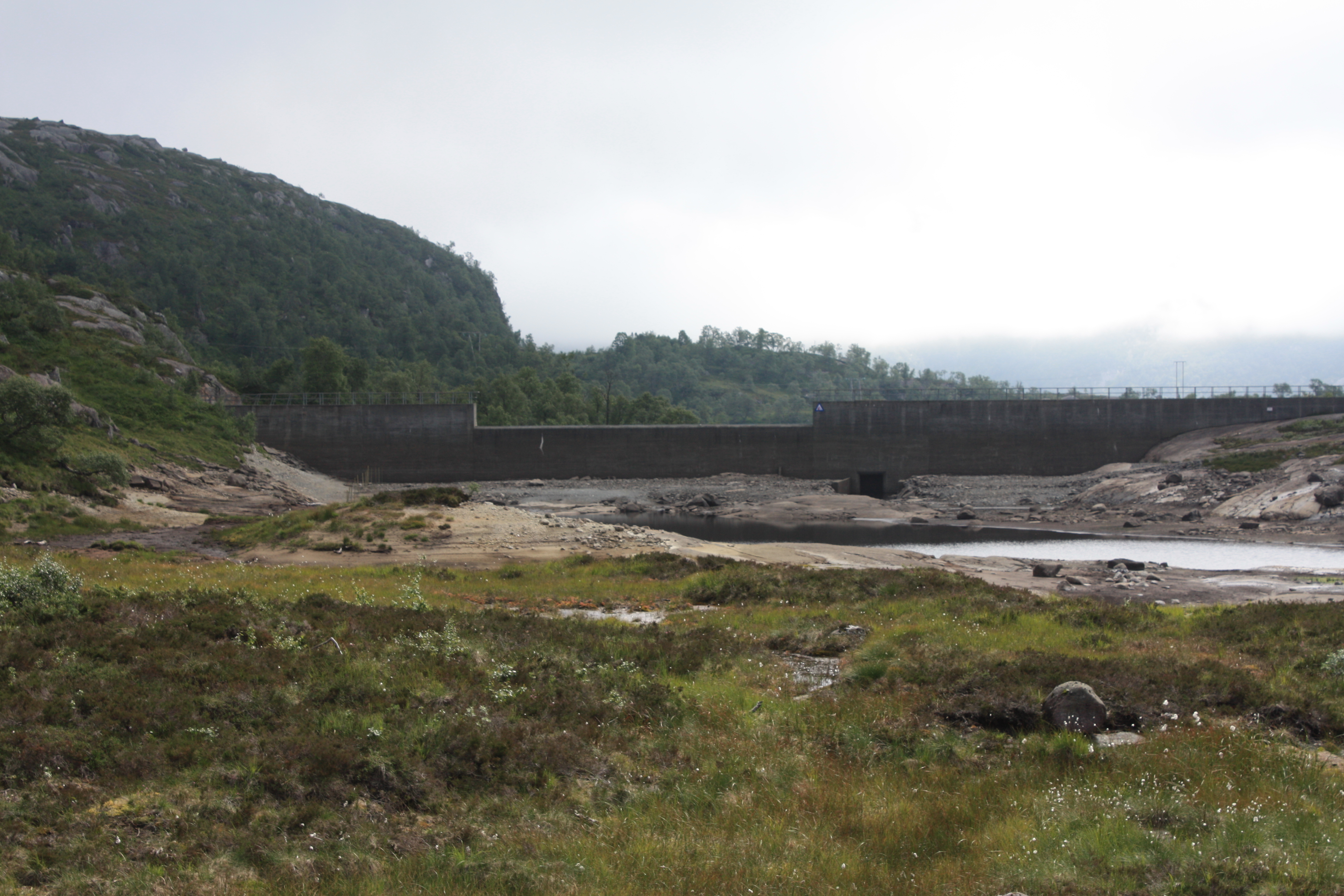
Гребля на Sandsavatnet

- досягає водосховища Sandsavatn на річці Kvennana, правій притоці Улли. Ця водойма регулюється в діапазоні від 550 та 605 метрів НРМ, і, знов-таки, майже повністю шляхом здреновування – природний рівень поверхні озера знаходився на позначці 602,3 метра НРМ. Зазначене коливання забезпечує можливість використання корисного об’єму у 230 млн м3. Втім, на практиці намагаються використовувати верхні 10-15 метрів діапазону (корисний об’єм 95 млн м3), оскільки низький рівень води у Sandsavatn накладає певні обмеження на роботу ГЕС Saurdal (яка не просто є верхнім ступенем гідровузла, але й використовує Sandsavatn у якості нижнього резервуару при роботі в режимі гідроакумуляції).
З заходу до Sandsavatn потрапляє додатковий ресурс завдяки роботі ще однієї дериваційної траси, тунель якої має довжину біля 7 км. Це відгалуження починається зі сховища Mosvatnet, створеного на річці Mosana (ліва притока згаданої на самому початку статті Suldalslagen, котра тече до Sandsfjorden). Mosvatnet регулюється в діапазоні лише 2 метри (від 516 до 518 метрів НРМ) та має корисний об’єм у 3 млн м3. Тунель спершу потрапляє у сточище A fra Finndalen, правої притоки Улли, де розташовані три водозабори та насосна станція Hjorteland. Остання має три агрегати загальною потужністю 6,6 МВт та споживає на рік 20 млн кВт-год електроенергії, забезпечуючи підйом ресурсу на рівень, достатній для подачі у розташоване суттєво вище Sandsavatn. На шляху до нього західний тунель має ще один водозабір з Bekk fra Heiavatna, правої притоки Kvennana (на якій і знаходиться Sandsavatn).
Після Sandsavatn південно-західний тунель довертає дещо на схід, прямуючи на з’єднання з північно-східним (при цьому можливо звернути увагу, що розташоване в нижній частині останнього водосховище Lauvastolsvatn має такий самий максимальний рівень поверхні, як і Sandsavatn). На завершальному етапі маршрут від Sandsavatn приймає ресурс з останнього водозабору із озера Grunnavatnet, котре лежить на річці Holmaliana, лівій притоці Kvilldalsana (остання, як зазначалось, протікає через Lauvastolsvatn).
Втім, значно важливішим з’єднанням останнього етапу тунелю від Sandsavatn є сполучення з машинним залом ГЕС-ГАЕС Saurdal, котра може або видавати сюди відпрацьовану воду, або забирати ресурс із тунелю для закачування в розташоване на чотири сотні метрів вище сховище Blasjoen.
Після з’єднання південно-західного та північно-східного тунелів поблизу Lauvastolsvatn починається об’єднана ділянка північного спрямування довжиною біля 4 км, яка виводить до розташованого неподалік південного узбережжя озера Suldalsvatnet машинного залу ГЕС Kvilldal.
Основне обладнання станції складають чотири турбіни типу Френсіс потужністю по 310 МВт, які при напорі у 537 метрів забезпечують виробництво понад 3 млрд кВт-год електроенергії на рік.
Відпрацьована вода по відвідному тунелю потрапляє до Suldalsvatnet.